# У Вей
У Вей (吴伟, 1459 —1508) — китайський художник часів династії Мін, представник школи Чже.

## Життєпис
Народився 1459 року у м. Цзянся (сучасний Учан, провінція Хубей). Замолоду переїхав до провінція Чжецзян. Тут захопився ідеями школи Чже. Після цього став професійно займатися живописом, існував за рахунок продажу своїх картин. З часом став займатися навчанням студентів малюваню. 
Водночас майстерність У Вея була оцінена при дворі імператорів. Імператор Чжу Ютан назвав У Вея першим придворним художником. Він тривалий час жив у столиці імперії Пекіні. наприкінці життя переїхав до Нанкіна, де й помер у 1508 році.

## Творчість
У Вей малював пейзажі і людські фігури в сильному, вільному, розкутому стиль. Найвідоміші праці «Вид Цзянся», «Святкування у рибацькому селі».